# Вайк
Вайк (арм. Վայք) — город (до 1990 года — пгт) в Армении во Вайоцдзорской области. До 1995 года — административный центр Вайкского района.

## География
Расположен в 139 км от Еревана на автомобильной дороге Ереван—Сисиан—Горис. Окружённый с севера и юга горами, город протянулся примерно на 1,5 км вдоль правого берега реки Арпа. Примерно в 1 км к западу от города расположен старый мост, построенный в XVII веке и реконструированный в 1827 году по предложению российского генерала-фельдмаршала Ивана Паскевича. В городе находится церковь Сурб Трдат.

## История
Исторически область Вайк принадлежит гавару Вайоц Дзор исторического Сюника, 9-й провинции Великой Армении, управляемой династией Сюни.
В результате Туркманчайского договора, подписанного между Российской империей и Персией в 1828 году после русско-персидской войны 1826—1828 годов, многие территории Восточной Армении, включая Вайоц Дзор, стали частью Российской империи. В 1828-30 годах многие армянские семьи из иранских городов Салмаст (Сельмас) и Хой (в том числе, потомки ранее переселенных в результате Великого сургуна) переехали в Восточную Армению, особенно в районы, которые позже стали частью Эриванской губернии в 1849 году. Первая волна армянских поселенцев прибыла в область Вайоц Дзор в 1828-29 годах. Согласно сведениям из "Камерального описания", составленного в 1829-1831 годах, в селе Сюйланли проживало 58 человек, все из которых были мусульманами ("мюгаммеданами"), но уже в 1873 году по данным из "Сборника сведений о Кавказе" в селе Сойлан (Сулянли) проживало 35 человек, все - армянской национальности ("народности") и армяно-григорианского вероисповедания. Согласно данным из посемейных списков 1886 года, в селе Сойлан проживало 24 человека, все указаны как армяне григорианского вероисповедания. С 1828-го по 1840-й год село было в составе Даралагезского магала Нахичеванской провинции Армянской области, с 1840-го по 1874-й - в составе Даралагезского участка Нахичеванского уезда (уезд был в составе Грузино-Имеретинской (1840-1846), Тифлисской (1846-1849) и Эриванской (1849-1874) губерний), в 1874 году село вошло в состав вновь образованного Шарур-Даралагезского уезда Эриванской губернии.
После недолгой независимости Армении между 1918 и 1920 годами регион стал одним из основных центров сопротивления против советской власти, став частью непризнанной Республики Горная Армения под руководством Гарегина Нжде.
В июле 1921 года Сойлан вошёл в состав Армянской ССР. В 1931 году он стал центром вновь образованного Азизбековского района. В 1956 году Сойлан получил статус посёлка городского типа и переименован в Азизбеков в честь революционера Мешади Азизбекова. В 1973 году в Азизбекове был открыт филиал Джермукского завода минеральных вод.
До 1956 года носил название — Сойлан, с 1956 до 1994 года — Азизбеков.
Незадолго до провозглашения независимости Армении 23 ноября 1990 года Азизбеков был переименован в Вайк. Позже, в 1995 году, Вайк получил статус города в Вайоцдзорской области в соответствии с недавно принятой административной реформой. В период после обретения независимости экономика города постепенно пришла в упадок, и Вайкский филиал Джермукского завода минеральных вод был закрыт.

## Население
| 1897  | 1963  | 1968  | 1972  | 1976  | 1989  | 2001  | 2004  | 2015  |
| ----- | ----- | ----- | ----- | ----- | ----- | ----- | ----- | ----- |
| 22    | ↗1115 | ↗3200 | ↘3004 | ↗4644 | ↗6550 | ↘6024 | ↘6000 | ↘5800 |
| 2016  |       |       |       |       |       |       |       |       |
| ↘4700 |       |       |       |       |       |       |       |       |

## Транспорт
Через город проходит автомагистраль М-2, соединяющая Армению с севера на юг. Город связан с окружающими населёнными пунктами региональной сетью хорошо развитых дорог.

## Экономика
Экономика Вайка основана на обслуживании, сельском хозяйстве и производстве. Крупнейшее производственное предприятие города — компания «Вайк Групп», основанная в 2000 году, которая производит вино и сухофрукты. Среди других крупных фирм — фабрика строительных материалов «WCW of Vaik», основанная в 1968 году, фабрика по производству чая «Мэг Арарат», основанная в 2008 году. Торговые, продовольственные и сервисные центры вдоль трассы M2 играют значительную роль в экономике города. В 2020 году в Вайке была запущена первая промышленная фотоэлектрическая электростанция мощностью до 5,3 МВт.
С 1984 года в городе действует собственная центральная больница.

## Образование
В городе Вайк расположены 3 общеобразовательные школы, а также 2 дошкольных детских сада. В Вайке раньше был средний медицинский колледж, который сейчас не работает.

## Спорт
В Вайке находится муниципальный стадион «Аревик», открытый в 1985 году и рассчитанный на 2000 мест. Он был полностью отремонтирован в 2016 году. Футбольная команда «Нораванк» из города Вайк, существующая 2 года, 8 мая 2022 года выиграла Кубок Армении.
В городе есть спортивная школа, находящаяся в ведении муниципалитета. В настоящее время школа обслуживает юных спортсменов города и близлежащих деревень. Однако помещения в школе устарели и требуют полного ремонта комплекса.

## Галерея
- Мост, построенный инженерными подразделениями русской армии через реку Арпа во время войны 1826—1828 гг., село Вайк, Армения. Носит имя И.Ф. Паскевича]